# Лијевен
Лијевен (фр. Liévin) град је у Француској, у департману Па де Кале.
По подацима из 1999. године број становника у месту је био 33.427.

## Географија

### Клима
| Клима (Лијевен)            | Клима (Лијевен) | Клима (Лијевен) | Клима (Лијевен) | Клима (Лијевен) | Клима (Лијевен) | Клима (Лијевен) | Клима (Лијевен) | Клима (Лијевен) | Клима (Лијевен) | Клима (Лијевен) | Клима (Лијевен) | Клима (Лијевен) | Клима (Лијевен) |
| Показатељ \ Месец          | .Јан.           | .Феб.           | .Мар.           | .Апр.           | .Мај.           | .Јун.           | .Јул.           | .Авг.           | .Сеп.           | .Окт.           | .Нов.           | .Дец.           | .Год.           |
| -------------------------- | --------------- | --------------- | --------------- | --------------- | --------------- | --------------- | --------------- | --------------- | --------------- | --------------- | --------------- | --------------- | --------------- |
| Средњи максимум, °C (°F)   | 6 (43)          | 7 (45)          | 10 (50)         | 14 (57)         | 18 (64)         | 20 (68)         | 23 (73)         | 23 (73)         | 20 (68)         | 15 (59)         | 9 (48)          | 6 (43)          | 14,2 (57,6)     |
| Средњи минимум, °C (°F)    | 1 (34)          | 1 (34)          | 4 (39)          | 5 (41)          | 9 (48)          | 12 (54)         | 14 (57)         | 14 (57)         | 11 (52)         | 8 (46)          | 4 (39)          | 3 (37)          | 7,2 (45)        |
| Количина падавина, mm (in) | 44,5 (17,52)    | 35,2 (13,86)    | 37,8 (14,88)    | 36,1 (14,21)    | 37,8 (14,88)    | 44,2 (17,4)     | 53,3 (20,98)    | 44,3 (17,44)    | 43,6 (17,17)    | 43,7 (17,2)     | 48,9 (19,25)    | 49,9 (19,65)    | 519,3 (204,45)  |
| [ тражи се извор ]         |                 |                 |                 |                 |                 |                 |                 |                 |                 |                 |                 |                 |                 |

## Демографија
| 1962.  | 1968.  | 1975.  | 1982.  | 1990.  | 1999.  | 2011.  |
| ------ | ------ | ------ | ------ | ------ | ------ | ------ |
| 35.127 | 35.853 | 33.070 | 33.096 | 33.623 | 33.427 | 31.790 |

## Партнерски градови
- Ла Валет ди Вар
- Хаген
- Брук на Мури
- Pasvalys
- Рибњик
- Мускрон